# Gewissenskonflikt

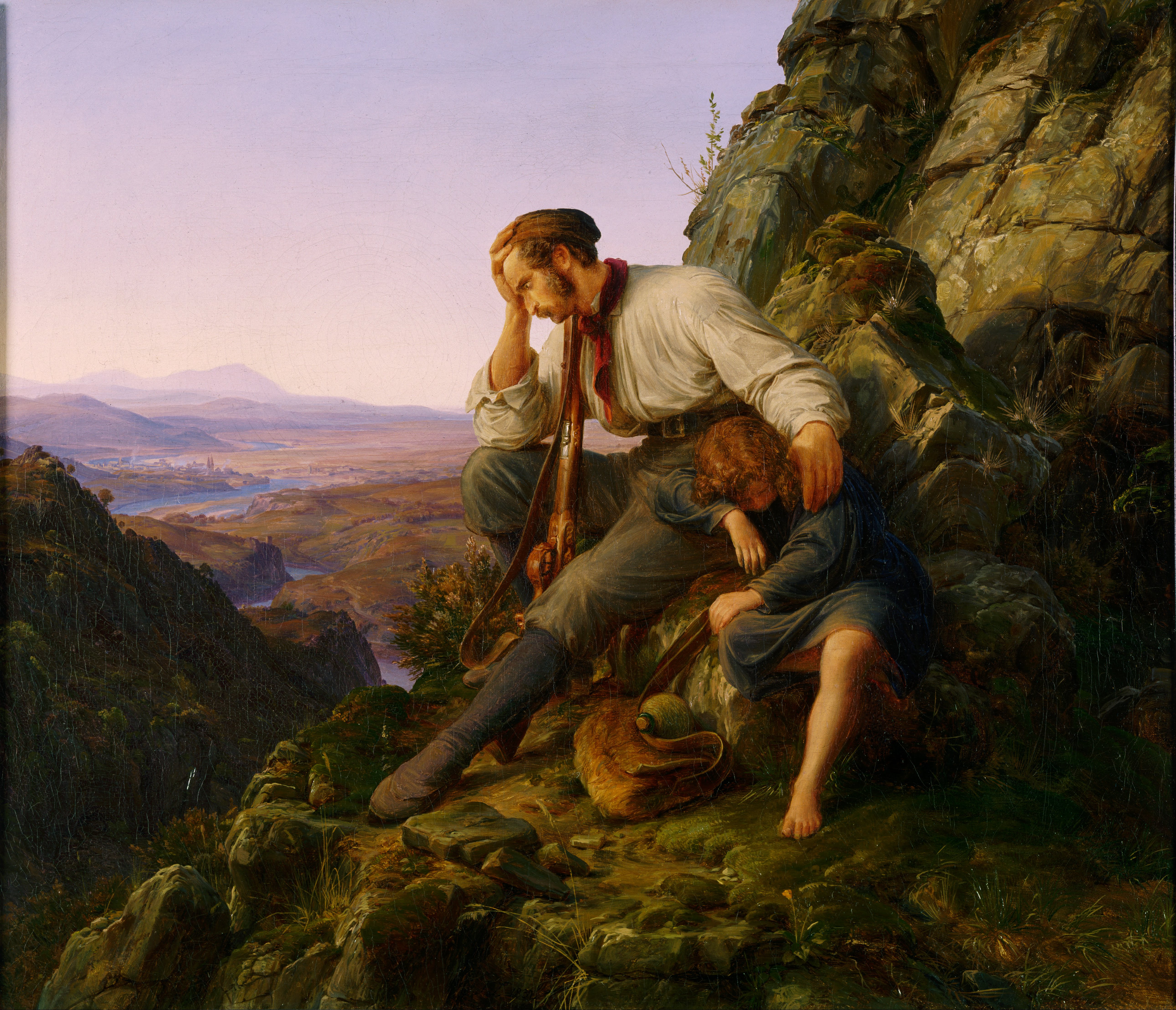
Carl Friedrich Lessing: Der Räuber und sein Kind, 1832 – Darstellung eines Gewissenskonflikts in der Malerei des 19. Jahrhunderts

Ein Gewissenskonflikt ist ein innerer Zwiespalt, in den ein Mensch geraten kann, wenn er etwa aus wirtschaftlicher Not, gesellschaftlichem oder politischem Zwang, infolge von Erpressung oder auf Befehl eines Vorgesetzten in die Situation gerät, gegen sein eigenes Gewissen handeln zu müssen. Der Konflikt kann auch Folge eines ethischen Dilemmas sein, wenn zwei verschiedene, aber als ebenbürtig betrachtete Wertvorstellungen miteinander in Widerstreit geraten. Der einem Gewissenskonflikt ausgesetzte Mensch wird sich ungeachtet seiner Entscheidung in den eigenen Augen oder denen anderer schuldig machen, während ihm zugleich das Hinauszögern eines Entschlusses als sittliche Unreife oder Feigheit angelastet werden kann.

## Gewissenskonflikte in der Rechtslehre, philosophischen Ethik und Psychologie
Gewissenskonflikte sind im Falle einer Pflichtenkollision bedeutsam für die rechtliche Beurteilung von Straftaten. Die mit der Glaubensfreiheit eng verbundene Gewissensfreiheit soll auch der Vermeidung von Gewissenskonflikten dienen und führte so in vielen modernen Demokratien etwa zum Recht auf Kriegsdienstverweigerung und Arbeitsverweigerung aus Gewissensgründen. In der praktischen Philosophie werden Gewissenskonflikte als ethische Grenzfälle insbesondere in der Kasuistik aufgearbeitet, in der Psychologie vor allem in Form von kognitiven Dissonanzen. Innerhalb eines weltanschaulichen, rechtlichen oder sozialen Systems können sie grundsätzliche strukturelle Mängel aufzeigen, aber etwa auch aus dem Gegensatz zwischen intuitiven und rationalen Einsichten resultieren.
Kulturanthropologisch lässt sich der Gewissenskonflikt als Konflikt zweier Wertesysteme beschreiben: Das eine diene der Bändigung der „Ungleichheit unter den Menschen“ und sei ein rückwärts orientiertes System sozialer Normen, empirisch blind für geschichtliche Prozesse, das andere wirke progressiv vorwärtsgewandt gegen die „Ungleichheit im Menschen“ und gebe ihm personale Richtwerte für sein Handeln, sei aber blind für strukturale Prozesse. Die einseitige Fokussierung des Sozialen führe zur Ideologie, das einseitig Personale zur Utopie. Dazwischen gerate der Mensch in einen „Gewissenskonflikt, aus dem sich der reine Pragmatiker nur durch Aggression gegen seine eigene Person (Depression, Suizid) oder gegen die Gesellschaft (Opposition, Revolution), der reine Mythiker nur durch ‚innere Emigration‘ in die Ideologie und die Utopie, das heißt aber durch totalen Verzicht auf verantwortungsvolles politisches Handeln, zu retten vermag“.

## Gewissenskonflikte in der Literatur
Der Konflikt zwischen dem eigenen Gewissen und sozialen Normen oder geltendem Recht ist ein häufiges Thema der belletristischen Literatur. Zu seiner expliziten Darstellung eignet sich oft der innere Monolog, der dann mitunter zu einem inneren Dialog zwischen den widerstreitenden Gewissensgründen wird. In Friedrich Schillers Drama Wallenstein sind die Gewissenskonflikte thematisiert, die sich aus gleichzeitiger Loyalität zum Kaiser und zum Heerführer ergeben; den Max Piccolomini, der zusätzlich noch durch seine Liebe zu Thekla angetrieben wird, führen sie schließlich in selbstmörderisches Handeln. Im Dialog mit der Gräfin drückt er seine innere Qual zuvor sehr deutlich aus:

„Das ertrag ich nicht.

Ich kam hieher mit fest entschiedner Seele,

Ich glaubte recht und tadellos zu tun,

Und muß hier stehen, wie ein Hassenswerter,

Ein roh Unmenschlicher, vom Fluch belastet […] –

Das Herz in mir empört sich, es erheben

Zwei Stimmen streitend sich in meiner Brust,

In mir ist Nacht, ich weiß das Rechte nicht zu wählen.

[…] Wo ist eine Stimme

Der Wahrheit, der ich folgen darf? […]

Soll ich dem Kaiser Eid und Pflicht abschwören?

Soll ich ins Lager des Octavio

Die vatermörderische Kugel senden?

[…] Dem edeln Herzen könnte

Die schwerste Pflicht die nächste scheinen. Nicht

Das Große, nur das Menschliche geschehe.“

Auch etwa in den Romanen Die Elenden von Victor Hugo sowie Verbrechen und Strafe und Die Brüder Karamasow von Fjodor Dostojewski sind die Charaktere wiederholten Gewissenskonflikten ausgesetzt; die Versuche, sie zu lösen, treiben oftmals erst die Handlung voran.